# Twistringen (stacja kolejowa)
Twistringen (niem: Bahnhof Twistringen) – stacja kolejowa w Twistringen, w kraju związkowym Dolna Saksonia, w Niemczech. Znajduje się na km 197,8 linii Wanne-Eickel – Hamburg, która jest nazywana także "Rollbahn". 
Według klasyfikacji Deutsche Bahn posiada kategorię 4.

## Historia
Stacja została oddana do użytku w 1873 roku.

## Linie kolejowe
- Wanne-Eickel – Hamburg